# Stadion Cvijetin Brijeg
Stadion Cvijetin Brijeg – nieistniejący już stadion piłkarski w Podgoricy, stolicy Czarnogóry. Obiekt mógł pomieścić 1500 widzów. Swoje spotkania rozgrywali na nim piłkarze klubu FK Mladost Podgorica. W 2008 roku zespół ten przeniósł się jednak na swoje nowe boisko w obrębie kompleksu Trening kamp FSCG. Stadion Cvijetin Brijeg został następnie zlikwidowany, a w jego miejscu powstał budynek szkoły podstawowej (otwartej w 2010 roku).